# Kill the Messenger (2014)
Kill the Messenger ist ein US-amerikanischer Spielfilm des Regisseurs Michael Cuesta aus dem Jahr 2014. Der Film basiert auf wahren Begebenheiten, thematisiert die Geschichte des Investigativjournalisten Gary Webb und orientiert sich dabei an dem gleichnamigen Sachbuch von Nick Schou aus dem Jahr 2006.
Premiere des Films war am 28. September 2014 beim Starz Denver Film Festival. Deutscher Kinostart war am 10. September 2015.

## Handlung
1996 entdeckt der Journalist Gary Webb bei seinen Recherchen für einen Artikel Verbindungen des US-amerikanischen Auslandsgeheimdiensts CIA zum organisierten Drogenhandel. In seiner Artikelserie Dark Alliance enthüllt er, mit zahlreichen Dokumenten und Zeugenaussagen belegt, dass die nicaraguanischen Contra-Rebellen in den 1980er Jahren mit Wissen und Unterstützung der CIA in großem Maße Kokain in die USA geschmuggelt haben, um ihren Guerillakrieg gegen die Sandinisten zu finanzieren. 1982 verabschiedete der US-Kongress zwar die Boland-Amendments, welche der US-Regierung jegliche finanzielle oder sonstige Unterstützung der Contras gesetzlich untersagten, jedoch führte die CIA mit der Finanzierung aus den Erlösen des Drogenhandels als Stellvertreterkrieg mit Unterstützung der US Air Force zum Waffen-, Drogen- und Geldtransport fort.
Die Serie trifft auf große Resonanz und löst vor allem in der Black Community große Empörung aus. Infolge einer Rufmordkampagne großer US-Zeitungen verliert Webb jedoch seinen Job und kann danach beruflich nicht mehr Fuß fassen.
Der Epilog berichtet, dass Webb 2004 mit zwei Schusswunden im Kopf aufgefunden und sein Tod als Suizid eingestuft wurde.

## Kritik
Der Film erhielt positive bis gemischte Kritiken. Bei Rotten Tomatoes wurde der Film von 77 % der Kritiker positiv bewertet, basierend auf 133 Kritiken mit einer Durchschnittswertung von 6,6 Punkten.
Der Kritiker der Süddeutschen Zeitung sah einen Film, „der geschickt eine zeitgeschichtliche Episode“ erzähle und dabei „Tempo“ entwickele.
Michael Meyns von programmkino.de empfand den Film als „im besten Sinne altmodischen, intelligenten und engagierten Journalismus-Thriller“, dessen Hauptfigur von Jeremy Renner „mitreißend verkörpert“ werde.
Laut Filmstarts sei der Film eine „ambitioniert angelegte, aber durchwachsen umgesetzte Mischung aus Politthriller und Biopic, die durch tolle Nebendarsteller aufgewertet wird“.
Die taz sah in der „Fokussierung auf Webbs Privatleben die große Schwäche“ des Films, der ansonsten „vor allem als journalistisches procedural“ überzeuge.